# Death of a Salesman
Death of a Salesman (conhecido em português como A Morte do Caixeiro Viajante) é uma peça de teatro de Arthur Miller escrita em 1949. Vista por muitos como uma crítica cáustica do "sonho americano" de sucesso através do empreendimento econômico, ela tornou Arthur Miller e o personagem principal Willy Loman nomes famosos. Foi recebida com críticas entusiasmadas, recebeu o Prêmio Pulitzer para dramas em 1949 e transformou Miller em uma sensação nacional como dramaturgo.
Foi também tema de filme estrelado por Dustin Hoffman.